# Матросская Тишина
«Матросская Тишина» (з рос. Матроська тиша) — слідчий ізолятор в російській столиці Москва, один з найвідоміших в Росії. Офіційна назва — Федеральна казенна установа «Слідчий ізолятор №1» (Установа ІЗ 47/1) ФСВПР Росії по місту Москві. Розташований на однойменній вулиці.
На території ізолятора знаходиться спеціалізована установа центрального підпорядкування — Федеральна казенна установа «Слідчий ізолятор № 1 Федеральної служби виконання покарань» (скорочено — ФКУ «СІЗО-1 ФСВП Росії»). Колишні назви — «Установа ІЗ 99/1», ФДМ «ІЗ 99/1 ФСВП Росії», ФБУ «СІЗО-1 ФСВП Росії».
Станом на листопад 2018 року в слідчому ізоляторі перебувало близько 1 700 осіб, тут же розташовувалася лікарня для лікування підозрюваних, обвинувачених та засуджених.

## Історія
На місці сучасного слідчого ізолятора у 1775 році був заснований гамівний будинок для «агресивних», який перебував у віданні Товариства опіки.
У 1870 році гамівний будинок був перейменований на «Московську виправну в'язницю» для 300 чоловіків та 150 жінок. У 1912 році за проєктом архітектора Б. А. Альберті були зведені тюремні будівлі.
У 1918 році на базі в'язниці створений «Реформаторій» для неповнолітніх, згодом — «Кожевницька виправна колонія». З 1946 по 1956 роки будівля носила наву «В'язниця № 14 Управління МВС по Московській області». З 1956 року — «СІЗО № 1 ГУВС міста Москви».
Будівля в'язниці мала два режимних корпуси, розрахованих на понад 2 000 ув'язнених. У 1949 році кількість режимних корпусів збільшилася до трьох. У 1949-1953 роках у 3-му корпусі розташовувалися спецв'язниці, де перебували військовополонені офіцери та солдати Вермахту, а також ув'язнені, які працювали в Особливому технічному бюро МВС СРСР. У 1953-1997 роках у третьому корпусі відбували покарання неповнолітні, з 1999 року — туберкульозне відділення.
З 1997 року СІЗО № 1 підпорядковувався Головному управлінню виконання покарань (ГУВП) Міністерства юстиції РФ. Тоді в ньому містилося до 5 000 ув'язнених, які перебували під слідством чи очікували вступу вироку в законну силу.

## Втечі
За всю історію функціонування слідчого ізолятора № 1 «Матросская тишина» були здійснені принаймні три вдалі спроби втечі:
- 5 червня 1995 року учасник курганського злочинного угруповання Олександр Солоник втік з ізолятора разом з наглядачем Сергієм Меншиковим.
- 2 травня 2004 року громадянин України Сергій Єршов скоїв втечу з ізолятора, розібравши цегляну кладку і подолавши паркан (отримавши при цьому численні різані поранення тіла). Оскільки він був затриманий менш ніж за 24 години з моменту скоєння втечі, втеча була визнана спробою її здійснення.
- 7 травня 2013 року здійснив втечу уродженець міста Сочі Олег Топалов, якого звинувачували у крадіжці і подвійному вбивстві, за допомогою неназваного співробітника ізолятора покинув камеру, вибрався на дах режимного корпусу, після чого за допомогою купленого у охоронця альпіністського спорядження, переодягнувшись у цивільний одяг, покинув територію. Відразу ж було оголошено розшук втікача, і за добу, 8 травня, Топалов був затриманий в Ізмайловському парку Москви. Згодом Топалов був виправданий і відпущений на свободу[2], але згодом заарештований знову, зокрема, за звинуваченням у втечі[3].